# Valenzuela (Paraguai)
Valenzuela é uma cidade do Paraguai, Departamento Cordillera. Possui 5.581 habitantes.

## Transporte
O município de Valenzuela é servido pelas seguintes rodovias:
- Caminho em pavimento ligando a cidade ao município de Itacurubí de la Cordillera[1][2][3]